# Catonia arbutina
Catonia arbutina är en insektsart som beskrevs av Ball 1933. Catonia arbutina ingår i släktet Catonia och familjen vedstritar. Inga underarter finns listade i Catalogue of Life.